# Дупленский сельсовет
Дупленский сельсовет — сельское поселение в Коченёвском районе Новосибирской области Российской Федерации.
Административный центр — железнодорожная станция Дупленская.

## История
Статус и границы сельского поселения установлены Законом Новосибирской области от 2 июня 2004 года № 200-ОЗ «О статусе и границах муниципальных образований Новосибирской области»

## Население
| 2002  | 2010  | 2012  | 2013  | 2014  | 2015  | 2016  |
| ----- | ----- | ----- | ----- | ----- | ----- | ----- |
| 1429  | ↘1160 | ↗1164 | ↗1182 | ↘1166 | ↘1135 | ↗1142 |
| 2017  | 2018  | 2019  | 2020  | 2021  |       |       |
| ↗1143 | ↗1155 | ↗1161 | ↘1156 | ↘1139 |       |       |

## Состав сельского поселения
| № | Населённый пункт | Тип населённого пункта                          | Население |
| - | ---------------- | ----------------------------------------------- | --------- |
| 1 | Александровский  | посёлок                                         | ↗6        |
| 2 | Антипинский      | посёлок                                         | ↘19       |
| 3 | Дупленская       | железнодорожная станция, административный центр | ↘1025     |
| 4 | Севастьяновка    | деревня                                         | ↘110      |